# Jenni Meno
Jenni N. Meno (nome de casada: Sand; Westlake, Ohio, 10 de novembro de 1970) é uma ex-patinadora artística americana. Ela conquistou com Todd Sand duas medalhas de prata e uma de bronze em campeonatos mundiais e foi tricampeão do campeonato nacional americano. Meno e Sand disputaram os Jogos Olímpicos de Inverno de 1994 e de 1998, onde terminaram na quinta e oitava posição, respectivamente. Com Scott Wendland ela conquistou uma medalha de prata e uma de bronze no campeonato nacional americano. Kuchiki e Sand disputaram os Jogos Olímpicos de Inverno de 1992, onde terminaram na décima primeira posição.

## Principais resultados

### Duplas

#### Com Todd Sand
| Resultados                                                                                   | Resultados       | Resultados        | Resultados        | Resultados        | Resultados       | Resultados       | Resultados    | Resultados    | Resultados    | Resultados    | Resultados    | Resultados    | Resultados    |
| Internacional                                                                                | Internacional    | Internacional     | Internacional     | Internacional     | Internacional    | Internacional    | Internacional | Internacional | Internacional | Internacional | Internacional | Internacional | Internacional |
| Evento/Temporada                                                                             | 1992– 1993       | 1993– 1994        | 1994– 1995        | 1995– 1996        | 1996– 1997       | 1997– 1998       |               |               |               |               |               |               |               |
| -------------------------------------------------------------------------------------------- | ---------------- | ----------------- | ----------------- | ----------------- | ---------------- | ---------------- | ------------- | ------------- | ------------- | ------------- | ------------- | ------------- | ------------- |
| Jogos Olímpicos                                                                              |                  | 5.ª               |                   |                   |                  | 8.ª              |               |               |               |               |               |               |               |
| Campeonato Mundial                                                                           | 5.ª              | 6.ª               | Medalha de bronze | Medalha de bronze | 5.ª              | Medalha de prata |               |               |               |               |               |               |               |
| CS Champions Series Final                                                                    |                  |                   |                   | 4.ª               | WD               |                  |               |               |               |               |               |               |               |
| CS NHK Trophy                                                                                |                  |                   | 5.ª               |                   | Medalha de ouro  | Medalha de prata |               |               |               |               |               |               |               |
| CS Skate America                                                                             |                  |                   |                   | Medalha de prata  |                  |                  |               |               |               |               |               |               |               |
| CS Trophée Lalique                                                                           |                  | Medalha de bronze |                   | Medalha de bronze | Medalha de prata |                  |               |               |               |               |               |               |               |
| Prague Skate                                                                                 | Medalha de ouro  |                   |                   |                   |                  |                  |               |               |               |               |               |               |               |
| Nacional                                                                                     |                  |                   |                   |                   |                  |                  |               |               |               |               |               |               |               |
| Campeonato dos Estados Unidos                                                                | Medalha de prata | Medalha de ouro   | Medalha de ouro   | Medalha de ouro   | Medalha de prata | WD               |               |               |               |               |               |               |               |
|                                                                                              |                  |                   |                   |                   |                  |                  |               |               |               |               |               |               |               |
| Legenda: CS = Champions Series; WD = Abandonou; Competição não foi disputada nesta temporada |                  |                   |                   |                   |                  |                  |               |               |               |               |               |               |               |

#### Com Scott Wendland
| Resultados                                            | Resultados        | Resultados       | Resultados    | Resultados    | Resultados    | Resultados    | Resultados    | Resultados    | Resultados    | Resultados    | Resultados    | Resultados    | Resultados    |
| Internacional                                         | Internacional     | Internacional    | Internacional | Internacional | Internacional | Internacional | Internacional | Internacional | Internacional | Internacional | Internacional | Internacional | Internacional |
| Evento/Temporada                                      | 1990– 1991        | 1991– 1992       |               |               |               |               |               |               |               |               |               |               |               |
| ----------------------------------------------------- | ----------------- | ---------------- | ------------- | ------------- | ------------- | ------------- | ------------- | ------------- | ------------- | ------------- | ------------- | ------------- | ------------- |
| Jogos Olímpicos                                       |                   | 11.ª             |               |               |               |               |               |               |               |               |               |               |               |
| Campeonato Mundial                                    | 10.ª              | 11.ª             |               |               |               |               |               |               |               |               |               |               |               |
| Skate Canada International                            |                   | 5.ª              |               |               |               |               |               |               |               |               |               |               |               |
| Nacional                                              |                   |                  |               |               |               |               |               |               |               |               |               |               |               |
| Campeonato dos Estados Unidos                         | Medalha de bronze | Medalha de prata |               |               |               |               |               |               |               |               |               |               |               |
|                                                       |                   |                  |               |               |               |               |               |               |               |               |               |               |               |
| Legenda: Competição não foi disputada nesta temporada |                   |                  |               |               |               |               |               |               |               |               |               |               |               |

### Individual feminino
| Resultados                    | Resultados | Resultados | Resultados | Resultados | Resultados | Resultados | Resultados | Resultados | Resultados | Resultados | Resultados | Resultados | Resultados |
| Nacional                      | Nacional   | Nacional   | Nacional   | Nacional   | Nacional   | Nacional   | Nacional   | Nacional   | Nacional   | Nacional   | Nacional   | Nacional   | Nacional   |
| Evento/Temporada              | 1988– 1989 |            |            |            |            |            |            |            |            |            |            |            |            |
| ----------------------------- | ---------- | ---------- | ---------- | ---------- | ---------- | ---------- | ---------- | ---------- | ---------- | ---------- | ---------- | ---------- | ---------- |
| Campeonato dos Estados Unidos | 10.ª       |            |            |            |            |            |            |            |            |            |            |            |            |
|                               |            |            |            |            |            |            |            |            |            |            |            |            |            |